# Miss Mondo 1997
Miss Mondo 1997, la quarantasettesima edizione di Miss Mondo, si è tenuta il 22 novembre 1997, presso il Plantation Club alle Seychelles. Il concorso è stato presentato da Richard Steinmetz e Khanyi Dhlomo-Mkhonze. Diana Hayden, rappresentante dell'India è stata incoronata Miss Mondo 1997.

## Risultati

### Piazzamenti
| Risultato       | Concorrente |
| --------------- | --- |
| Miss Mondo 1997 | - India - Diana Hayden |
| 2ª classificata | - Nuova Zelanda - Lauralee Martinovich |
| 3ª classificata | - Sudafrica - Jessica Motaung |
| Finaliste       | - Thailandia - Tanya Suesuntisook - Turchia - Çağla Şikel                                                                                         |
| Semifinaliste   | - Australia - Laura Csortan - Libano - Joëlle Buhlok - Malaysia - Arianna Teoh - Regno Unito - Vicki-Lee Walberg - Stati Uniti - Sallie Toussaint |

### Regine continentali
| Risultato | Concorrente                      |
| --------- | -------------------------------- |
| Asia      | - India - Diana Hayden           |
| Europa    | - Turchia - Çağla Şıkel          |
| Americhe  | - Stati Uniti - Sallie Toussaint |
| Caraibi   | - Giamaica - Michell Moodie      |
| Africa    | - Sudafrica - Jessica Motaung    |

## Concorrenti
- Argentina - Natalia Pombo
- Aruba - Michella Laclé Croes
- Australia - Laura Csortan
- Austria - Susanne Nagele
- Bahamas - Alevta Adderley
- Belgio - Sandrine Corman
- Bolivia - Mitzy Suárez Saucedo
- Bosnia ed Erzegovina - Elma Terzić
- Botswana - Mpule Kwelagobe
- Brasile - Fernanda Rambo Agnes
- Bulgaria - Simona Velitchkova
- Canada - Keri-Lynn Power
- Capo Verde - Carmelinda Gonçalves
- Cile - Paulina Mladinic
- Cipro - Galatia Charalambidou
- Colombia - Gladys Buitrago Caicedo
- Corea del Sud - Kim Jin-ah
- Costa Rica - Rebeca Escalante Trejas
- Croazia - Martina Novosel
- Ecuador - Clio Olayo Frías
- Egitto - Amal Shawky Soliman
- Estonia - Mairit Roonsar
- Filippine - Kristine Rachel Gumabao Florendo
- Finlandia - Minna Lehtinen
- Francia - Laure Belleville
- Germania - Katja Glawe
- Ghana - Benita Sena Somolekae
- Giamaica - Michelle Moodie
- Giappone - Shinobu Saraie
- Gibilterra - Rosanna Ressa
- Grecia - Eugenia Limantzaki
- Guatemala - Lourdes Mabel Valencia Bobadilla
- Honduras - Hansel Cristina Caceres Teruel
- Hong Kong - Vivian Lee Ming-Wai
- India - Diana Hayden
- Irlanda - Andrea Roche
- Isole Cayman - Cassandra Powell
- Isole Vergini Americane - Taisha Regina Gomes
- Isole Vergini Britanniche - Zoe Jennifer Walcott
- Israele - Mirit Greenberg
- Italia - Irene Lippi
- Jugoslavia - Tamara Saponijić
- Lettonia - Liga Graudumniece
- Libano - Joëlle Buhlok
- Lituania - Asta Vyšniauskaitė
- Macao - Agnes Lo
- Malaysia - Arianna Teoh
- Malta - Sarah Vella
- Messico - Blanca Soto
- Namibia - Sheya Shipanga
- Nepal - Jharana Bajracharya
- Nuova Zelanda - Lauralee Martinovich
- Norvegia - Charlotte Høiåsen
- Paesi Bassi - Sonja Aldina Silva
- Panama - Patricia Aurora Bremner Hernández
- Paraguay - Mariela Quiñónez García
- Perù - Claudia María Luque Barrantas
- Polonia - Roksana Jonek
- Porto Rico - Aurea Isis Marrero Nieves
- Portogallo - Icilia Silva Berenguel
- Regno Unito - Vicki-Lee Walberg
- Rep. Ceca - Terezie Dobrovolná
- Rep. Dominicana - Carolina Estrella Peña
- Russia - Liudmila Popova
- Seychelles - Michelle Lane
- Singapore - Jasmine Wong
- Slovacchia - Marietta Senkacová
- Slovenia - Maja Šimec
- Spagna - Nuria Avellaneda Gallego
- Stati Uniti - Sallie Toussaint
- Sudafrica - Jessica Motaung
- Svezia - Sofia Joelsson
- Svizzera - Tanja Gutmann
- eSwatini - Xoliswa Mkhonta
- Taiwan - Fang Su-Ling
- Tanzania - Saida Joy Kessys Sashays
- Thailandia - Tanya Suesuntisook
- Trinidad e Tobago - Mandy Jagdeo
- Turchia - Çağla Şıkel
- Ucraina - Kseniya Kuz'menko
- Uganda - Lillian Acom
- Ungheria - Beata Petes
- Uruguay - Ana González Kwasny
- Venezuela - Christina Dieckmann
- Zambia - Tukuza Tembo
- Zimbabwe - Una Patel